# 달마대사관심론
달마대사 관심론(達磨大師觀心論) 또는 달마관심론(達磨觀心論) 또는 관심론(觀心論)(T.2833)은 달마가 전한 것으로 알려진 대승불교의 불경이다.

## 대한민국의 문화재
- 고양 원각사 달마대사관심론, 경기도 유형문화재 제242호. 원각사 소장.
- 사천 백천사 달마대사관심론, 경상남도 유형문화재 제560호. 백천사 소장.
- 달마대사관심론 목판, 보물 제1915호. 서산시 운산면 개심사 소장.

## 출판물
- 金九經 교정, 《校刊安心寺本達摩大師觀心論·校刊大乘開心顯性頓悟眞宗論》, 1934.
- 金九經 교정, 《校刊歷代法寶記》(薑園叢書), 193?.

## 한국어 번역본
- 혜암 편저, 묘봉 옮김, 《달마대사 관심론》(서울: 비움과소통), 2013.

## 같이 보기
- 보리달마
- 달마대사혈맥론